# Albert Casteleyns
Albertus Joseph Casteleyns, detto Albert (Borgerhout, 2 maggio 1917 – Berchem, 17 giugno 1974), è stato un pallanuotista e bobbista belga, vincitore di una medaglia di bronzo all'olimpiade di Berlino 1936.